# 메넹구
메넹구(Meneng District)는 나우루 남동부에 위치한 행정구로, 면적은 3.1km2, 인구는 1,400명이다. 아니바레 만과 인접해 있는 호텔인 메넹 호텔이 위치하고 있고 통신국과 국가 인쇄국(출판사), 대통령궁(화재로 소실)과 경기장이 위치한다.

## 지도

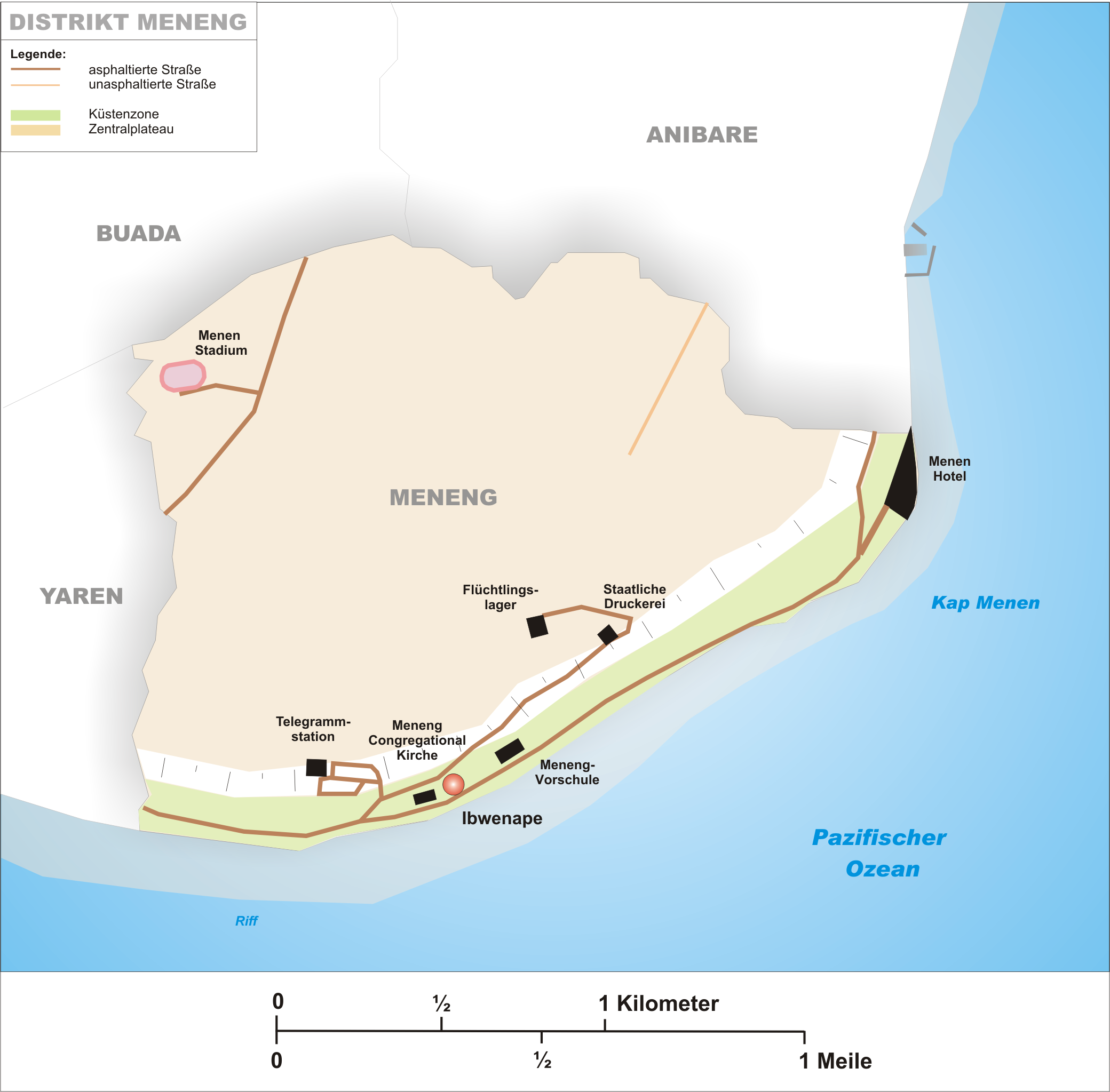
메넹 구
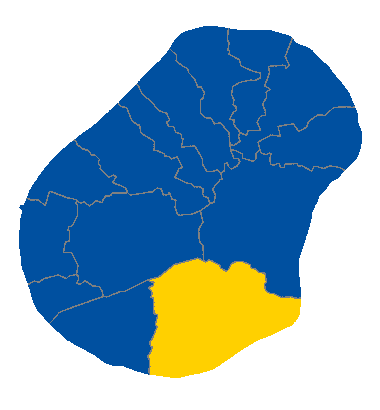
메넹 구의 위치